# Kanton Castelnau-Rivière-Basse
Der Kanton Castelnau-Rivière-Basse war bis 2015 ein französischer KWahlkreis im Arrondissement Tarbes, im Département Hautes-Pyrénées und in der Region Midi-Pyrénées; sein Hauptort war Castelnau-Rivière-Basse. Sein Vertreter im Generalrat des Départements war von 2001 bis 2015, zuletzt wiedergewählt 2008, Francis Dutour.

## Gemeinden
Der Kanton umfasste acht Gemeinden:
| Gemeinde                | Einwohner Jahr | Fläche km² | Bevölkerungsdichte | Postleitzahl | Code INSEE |
| ----------------------- | -------------- | ---------- | ------------------ | ------------ | ---------- |
| Castelnau-Rivière-Basse | 666 (2013)     | –          | – Einw./km²        | 65700        | 65130      |
| Hagedet                 | 46 (2013)      | –          | – Einw./km²        | 65700        | 65215      |
| Hères                   | 142 (2013)     | –          | – Einw./km²        | 65700        | 65219      |
| Lascazères              | 306 (2013)     | –          | – Einw./km²        | 65700        | 65264      |
| Madiran                 | 437 (2013)     | –          | – Einw./km²        | 65700        | 65296      |
| Saint-Lanne             | 124 (2013)     | –          | – Einw./km²        | 65700        | 65387      |
| Soublecause             | 182 (2013)     | –          | – Einw./km²        | 65700        | 65432      |
| Villefranque            | 88 (2013)      | –          | – Einw./km²        | 65700        | 65472      |

## Bevölkerungsentwicklung
| 1962 | 1968 | 1975 | 1982 | 1990 | 1999 | 2006 |
| ---- | ---- | ---- | ---- | ---- | ---- | ---- |
| 2302 | 2254 | 2172 | 2166 | 2048 | 1995 | 1989 |